# エジーディオ・ロムアルド・ドゥーニ
エジーディオ・ロムアルド・ドゥーニ（Egidio Romualdo Duni, 1708年2月11日 - 1775年6月11日）は、イタリアの作曲家。ナポリで学んだ後、イタリア、フランス、イングランドで活躍し、イタリア語、フランス語でオペラを作曲した。

## 生涯
ドゥーニはイタリア、マテーラに生まれた。彼に音楽教育を施したのは父のフランチェスコ・ドゥーニ（Francesco-）と2人の姉であった。彼は9歳の時にサンタ・マリア・ディ・ロレート音楽院（Conservatorio di Santa Maria di Loreto 現在のナポリ音楽院）に入学を許された。音楽院ではペルゴレージ、パイジエッロ、ヴィンチやその他のイタリアオペラの巨匠に学んでいる。
ドゥーニが最初に成功を収めたのは、1735年にローマの祭りで上演されたオペラ「Nerone」であった。その後ロンドンで1737年に「Demofoonte」を発表、イタリアに戻ってからは1749年にパルマの楽長（maestro di cappella）に就任した。
後年フランスに拠点を据えたドゥーニは、オペラ・コミックの前身となるComédie mêlée d'ariettesの発展に重要な役割を果たした。その過程で彼が発表した作品には「Le peintre amoureux de son modèle」（1757年、パリ）、「La fée Urgèle」（1765年、フォンテーヌブロー）、「L'école de la jeunesse」（1765年、パリ）などがある。
ドゥーニはパリに没した。

## 作品一覧

### イタリア語によるオペラ
- Nerone (Rome, 1735)
- Adriano in Siria (1735–1736)
- Giuseppe riconosciuto (1736)
- La tirannide debellata (1736)
- Demofoonte (London, 1737)
- Didone abbandonata (1739)
- Catone in Utica (1740)
- Bajazet (1743)
- Antaserse (1744)
- Ipermestra (1748)
- Ciro riconosciuto (1748)
- L'Olimpiade (Parma, 1755)
- La buona figliuola (Parma, 1756)
- Alessandro nelle Indie
- Adriano
- Demetrio

### フランス語によるオペラ
- Ninette à la cour, Parma, (1755)[要出典]
- La chercheuse d'esprit, Paris, (1756)
- Le peintre amoureux de son modèle, Paris, (1757)
- Le docteur Sangrado, Saint Germain, (1758)
- La fille mal gardée, Paris, (1758)
- La veuve indécise, Paris, (1759)
- L’isle de foux, Paris, (1760)
- Nina et Lindor, (1761)
- Mazet, Paris, (1761)
- La bonne fille, Paris, (1762)
- Le retour au village, Paris, (1762)
- La plaidreuse et le procés, Paris, (1763)
- Le milicien, Versailles, (1763)
- Les deux chasseurs et la laitière, (1763)
- Le rendez-vous, Paris, (1763)
- La fée Urgèle, Fontainebleau, (1765)
- L'école de la jeunesse, Paris, (1765)
- La clochette, Paris, (1766)
- Les moissonneurs, Paris, (1768)
- Les sabots, Paris, (1768)
- Themire, Fontainebleau, (1770)